# Olympische Jugend-Sommerspiele 2018/Badminton (Mixed)
Das Mixed der Olympischen Jugend-Sommerspiele 2018 im Badminton wurde vom 7. bis 12. Oktober als Teamwettbewerb zusammengeloster Mannschaften ausgetragen. Olympiasieger wurde das Team Alpha.

## Gruppen
| Alpha | Gamma | Delta | Epsilon |
| --- | --- | --- | --- |
| Lakshya Sen Indien Giovanni Toti Italien Vannthoun Vath Kambodscha Brian Yang Kanada Hasini Nusaka Ambalangodage Sri Lanka Maria Delcheva Bulgarien Jennie Gai Vereinigte Staaten Ashwathi Pillai Schweden                              | Uriel Canjura El Salvador Joel Koh Jia Wei Singapur Li Shifeng Volksrepublik China Alonso Medel Chile Halla Bouksani Algerien Fernanda Saponara Rivva Peru Jakka Vaishnavi Reddy Indien          | Mateo Delmastro Argentinien Arnaud Merklé Frankreich Dmitriy Panarin Kasachstan Balázs Pápai Ungarn Elena Andreu Spanien Phittayaporn Chaiwan Thailand Madouc Linders Niederlande Petra Polanc Slowenien                         | Chen Shiau-cheng Chinesisch Taipeh Fabrício Farias Brasilien Nguyễn Hải Đăng Vietnam Tomás Toledano Spanien Goh Jin Wei Malaysia Vlada Gynga Moldau Aminat Oluwafunke Ilori Nigeria Nazlıcan İnci Türkei   |
| Zeta | Theta | Sigma | Omega |
| Danylo Bosniuk Ukraine Christopher Grimley Vereinigtes Königreich Kettiya Keoxay Laos Nhat Nguyen Irland Maharani Sekar Batari Indonesien Jaslyn Hooi Singapur Nairoby Abigail Jiménez Dominikanische Republik Vivien Sándorházi Ungarn | Julien Carraggi Belgien Mohamed Mostafa Kamel Ägypten Kodai Naraoka Japan Lukas Resch Deutschland Zecily Fung Australien Jaqueline Lima Brasilien Hirari Mizui Japan Tereza Švábíková Tschechien | Dennis Koppen Niederlande Rukesh Maharjan Nepal Ikhsan Rumbay Indonesien Cristian Savin Moldau Madeleine Caren Akoumba Ze Kamerun Grace King Vereinigtes Königreich Ann-Kathrin Spöri Deutschland Wang Zhiyi Volksrepublik China | Markus Barth Norwegen Oscar Guo Neuseeland Chang Ho Kim Fidschi Kunlavut Vitidsarn Thailand Huang Yin-hsuan Chinesisch Taipeh Léonice Huet Frankreich Anastassija Prosorowa Ukraine Vũ Thị Anh Thư Vietnam |

## Resultate

### Gruppe A
| Starter | Spiele | Spiele | Spiele | Punkte | Punkte | Punkte |
| Starter | G      | V      | Ges.   | G      | V      | Diff.  |
| ------- | ------ | ------ | ------ | ------ | ------ | ------ |
| Delta   | 2      | 1      | 3      | 328    | 304    | +24    |
| Alpha   | 2      | 1      | 3      | 319    | 311    | +8     |
| Zeta    | 1      | 2      | 3      | 305    | 309    | −1     |
| Epsilon | 1      | 2      | 3      | 297    | 328    | −31    |

| 7. Oktober |         |         |        |         |
| 18:00      |         |         |        |         |
| Epsilon    | 98–110  | Alpha   | 92 min | Court 1 |
| 19:30      |         |         |        |         |
| Delta      | 110–95  | Zeta    | 74 min | Court 1 |
| 8. Oktober |         |         |        |         |
| 18:00      |         |         |        |         |
| Delta      | 110–99  | Alpha   | 77 min | Court 1 |
| 19:30      |         |         |        |         |
| Epsilon    | 89–110  | Zeta    | 76 min | Court 1 |
| 9. Oktober |         |         |        |         |
| 18:00      |         |         |        |         |
| Alpha      | 110–103 | Zeta    |        | Court 1 |
| 19:30      |         |         |        |         |
| Delta      | 108–110 | Epsilon |        | Court 1 |

### Gruppe B
| Starter | Spiele | Spiele | Spiele | Punkte | Punkte | Punkte |
| Starter | G      | V      | Ges.   | G      | V      | Diff.  |
| ------- | ------ | ------ | ------ | ------ | ------ | ------ |
| Omega   | 3      | 0      | 3      | 330    | 297    | +33    |
| Sigma   | 2      | 1      | 3      | 318    | 296    | +22    |
| Gamma   | 1      | 2      | 3      | 295    | 327    | −32    |
| Theta   | 0      | 3      | 3      | 307    | 330    | −23    |

| 7. Oktober |         |       |        |         |
| 18:00      |         |       |        |         |
| Omega      | 110–99  | Gamma | 89 min | Court 3 |
| 19:30      |         |       |        |         |
| Sigma      | 110–100 | Theta | 76 min | Court 3 |
| 8. Oktober |         |       |        |         |
| 18:00      |         |       |        |         |
| Sigma      | 110–86  | Gamma | 75 min | Court 3 |
| 19:30      |         |       |        |         |
| Omega      | 110–100 | Theta | 77 min | Court 3 |
| 9. Oktober |         |       |        |         |
| 18:00      |         |       |        |         |
| Omega      | 110–98  | Sigma |        | Court 3 |
| 19:30      |         |       |        |         |
| Theta      | 107–110 | Gamma |        | Court 3 |

## Endrunde
|  | Viertelfinale 10. Oktober | Viertelfinale 10. Oktober | Viertelfinale 10. Oktober |  |  | Halbfinale 11. Oktober | Halbfinale 11. Oktober | Halbfinale 11. Oktober |  |  | Finale 12. Oktober | Finale 12. Oktober | Finale 12. Oktober |
|  |                           |                           |                           |  |  |                        |                        |                        |  |  |                    |                    |                    |
|  | A1                        | Delta                     | 93                        |  |  |                        |                        |                        |  |  |                    |                    |                    |
|  | B4                        | Theta                     | 110                       |  |  |                        |                        |                        |  |  |                    |                    |                    |
|  |                           |                           |                           |  |  | B4                     | Theta                  | 90                     |  |  |                    |                    |                    |
|  |                           |                           |                           |  |  | A2                     | Alpha                  | 110                    |  |  |                    |                    |                    |
|  | A2                        | Alpha                     | 110                       |  |  |                        |                        |                        |  |  |                    |                    |                    |
|  | B3                        | Gamma                     | 94                        |  |  |                        |                        |                        |  |  |                    |                    |                    |
|  |                           |                           |                           |  |  |                        |                        |                        |  |  | A2                 | Alpha              | 110                |
|  |                           |                           |                           |  |  |                        |                        |                        |  |  | B1                 | Omega              | 106                |
|  | A3                        | Zeta                      | 110                       |  |  |                        |                        |                        |  |  |                    |                    |                    |
|  | B2                        | Sigma                     | 106                       |  |  |                        |                        |                        |  |  |                    |                    |                    |
|  |                           |                           |                           |  |  | A3                     | Zeta                   | 109                    |  |  |                    |                    |                    |
|  |                           |                           |                           |  |  | B1                     | Omega                  | 110                    |  |  | Spiel um Platz 3   | Spiel um Platz 3   | Spiel um Platz 3   |
|  | A4                        | Epsilon                   | 102                       |  |  |                        |                        |                        |  |  | B4                 | Theta              | 110                |
|  | B1                        | Omega                     | 110                       |  |  |                        |                        |                        |  |  | A3                 | Zeta               | 107                |